# Catatumbobliksem

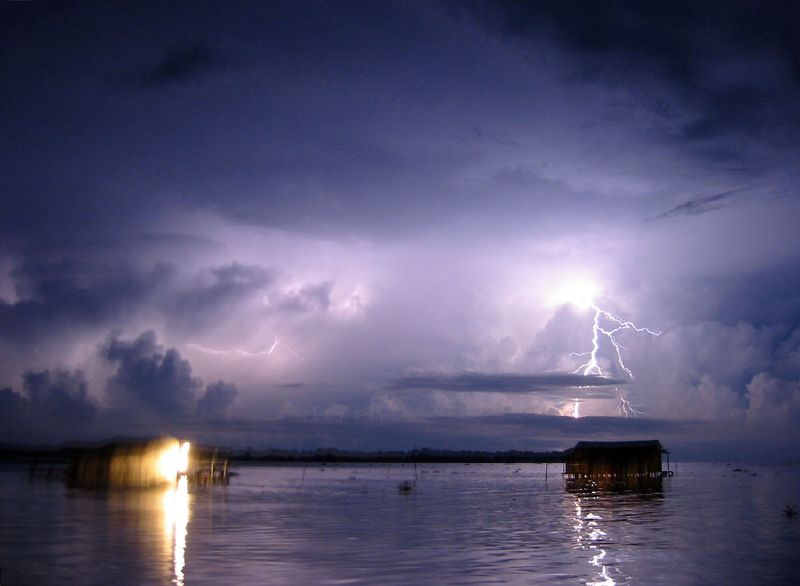
Catatumbobliksem in de nacht.

De Catatumbobliksem (Spaans: Relámpago del Catatumbo of Faro del Catatumbo, vuurtoren van Catatumbo) is een zeer intensief onweer aan de monding van de Catatumbo aan het meer van Maracaibo in Venezuela. Het onweert hier gedurende zo'n 140 tot 160 dagen per jaar, 10 uur per dag.
Het mechanisme achter de bliksem is onbekend, al zijn er wel verschillende hypotheses.
De unieke topografie en meteorologische omstandigheden lijken in ieder geval een belangrijke rol te spelen.
De oude Yukpa dachten dat de blauw-paars-witte flitsen afkomstig waren van vuurvliegjes die in contact kwamen met voorouderlijke geesten. Eeuwenlang navigeerden schippers op het schouwspel, dat tot 150 kilometer uit de kust te zien is.